# Kevin Kregel
Kevin Richard Kregel est un astronaute américain né le 16 septembre 1956.

## Vols réalisés
- Discovery STS-70, lancée le 13 juillet 1995.
- Columbia STS-78, lancée le 20 juin 1996.
- Columbia STS-87, lancée le 19 novembre 1997.
- Endeavour STS-99, lancée le 11 février 2000.